# Arroba de los Montes
Arroba de los Montes är en kommun i Spanien.   Den ligger i provinsen Provincia de Ciudad Real och regionen Kastilien-La Mancha, i den centrala delen av landet, 160 km sydväst om huvudstaden Madrid. Antalet invånare är 505. Arean är 62 kvadratkilometer.
Terrängen i Arroba de los Montes är kuperad söderut, men norrut är den platt.